# Louis De Geer (Politiker, 1818)

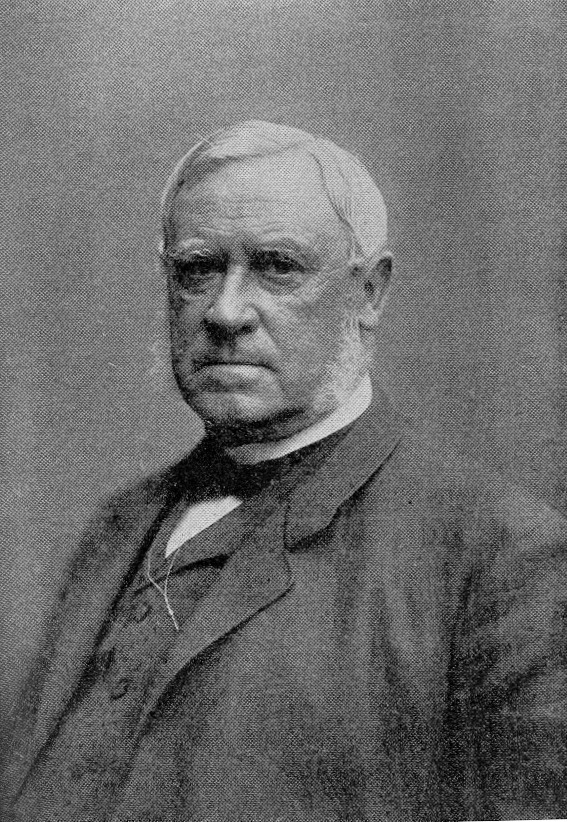
Louis De Geer

Freiherr Louis Gerard De Geer von Finspång (* 18. Juli 1818 in Finspång; † 24. September 1896 in Hanaskog, Provinz Skåne län) war ein schwedischer Politiker, Schriftsteller und erster Ministerpräsident von Schweden (Sveriges Statsminister).

## Familie, Studium und berufliche Laufbahn
De Geer entstammte der einflussreichen Familie De Geer aus Wallonien, die sich im 17. Jahrhundert in Schweden niederließ und der auch der Zoologe und Entomologe Carl De Geer entstammte. Sein Sohn Louis De Geer war ebenfalls für eine kurze Zeit Ministerpräsident.
De Geer selbst absolvierte ab 1836 ein Studium der Rechtswissenschaften an der Universität Uppsala, das er mit dem Examen 1840 beendete, und ließ sich anschließend als Rechtsanwalt nieder. 1855 erfolgte seine Berufung zum Präsidenten des Appellationsgerichts von Götaland (Göta Hovrätt) in Jönköping. Dieses Amt übte er bis 1858 aus.
Vom 3. Juni 1870 bis zum 11. Mai 1875 war er schließlich Präsident des Hofgerichts (Svea hovrätt) von Stockholm.

## Politische Laufbahn

### Abgeordneter, Minister und Begründer des neuen Reichstages

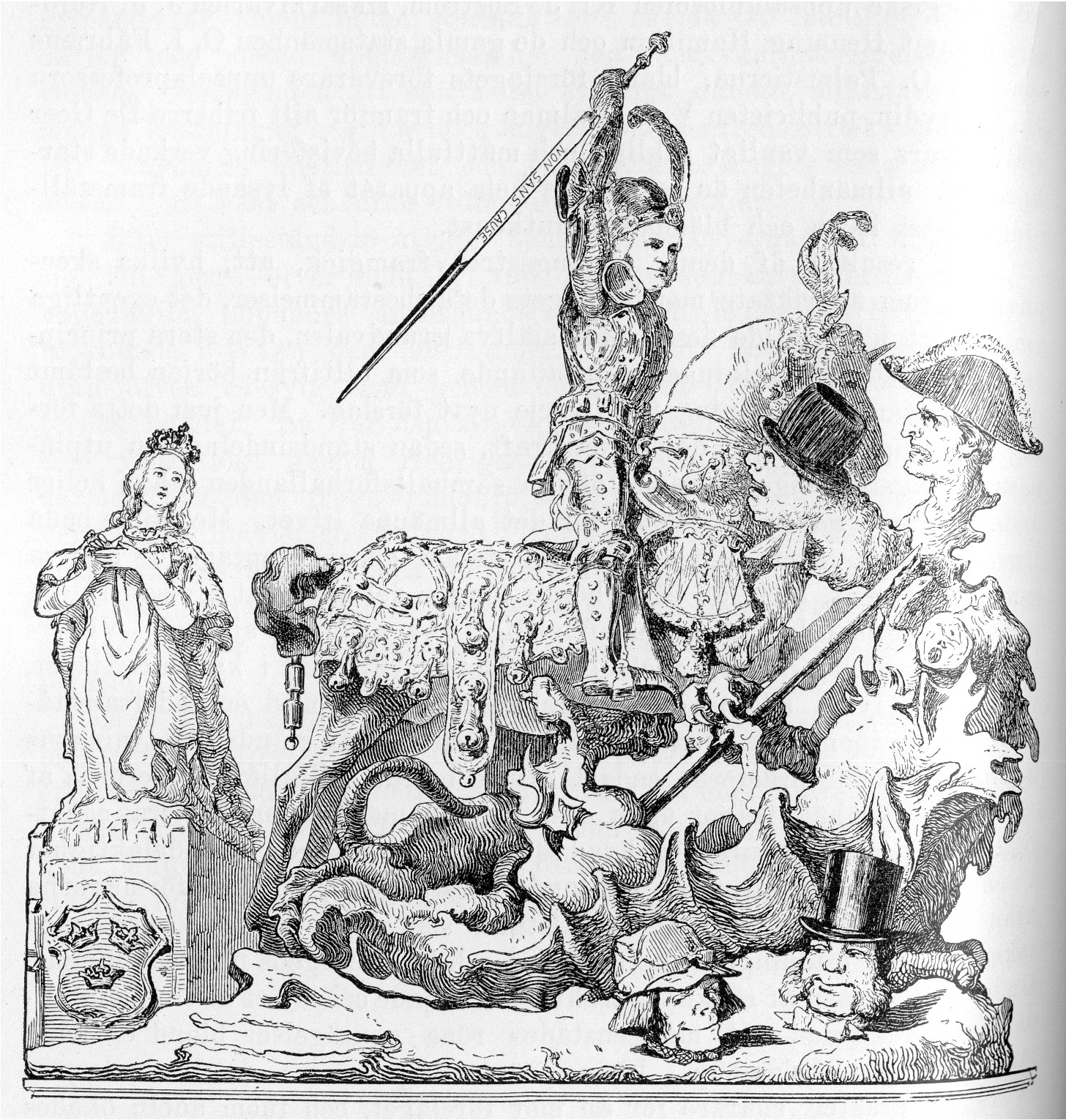
De Geer in einer zeitgenössischen Zeitungskarikatur als St. Georg bei der Zerschlagung des als vierköpfiger Drache dargestellten Ständereichstages (Aus: Emil Hildebrand, Sveriges historia intill tjugonde seklet, 1910)

De Geer begann seine politische Laufbahn bereits 1851 mit der erstmaligen Wahl zum Abgeordneten des Reichstages der Stände. Dabei handelte es sich um eine Versammlung, die aus vier Kammern bestand, die jeweils einen der vier Stände (Adel, Klerus, Bürger und Bauern) vertrat.
Am 7. April 1858 wurde er von König Oskar I. erstmals zum Minister der Justiz berufen, einem Amt, das 1809 geschaffen wurde und neben dem Minister des Äußeren für die Führung der Regierungsgeschäfte verantwortlich war. Dieses Amt übte er dann zunächst bis zum 3. Juni 1870 aus.
Seine wichtigste Aufgabe in diesem Amt war die Erneuerung des Parlamentarischen Systems. Im Dezember 1865 stimmte der Reichstag der Stände seiner Reform zu, die die Auflösung des Reichstages der Stände zugunsten eines aus damals zwei Kammern (Unterhaus, Oberhaus) bestehenden Reichstages vorsah. Dieser Reform stimmte am 22. Juni 1866 auch König Karl XV. zu, so dass im folgenden Jahr erstmals der neue Reichstag gewählt werden konnte. De Geer war von 1867 bis 1878 Abgeordneter des Reichstages, vertrat dort die Interessen von Stockholm und legte zugleich als Minister der Justiz mehrere weitere Reformgesetzentwürfe vor.

### Erster Ministerpräsident Schwedens
Am 11. Mai 1875 wurde der sehr populäre Politiker von König Oskar II. erneut zum Minister der Justiz berufen.
Nach einer Regierungsreform wurde er dann am 20. März 1876 erster Ministerpräsident von Schweden (Sveriges Statsminister). Am 19. April 1880 trat er vom Amt des Ministerpräsidenten zurück, nach dem er wegen seiner Armee- und Steuerreform eine Abstimmungsniederlage hinnehmen musste. Nachfolger wurde der bisherige Unterhaussprecher Arvid Posse.
Als Politiker war er ein Verfechter des Freihandels und des wirtschaftlichen Liberalismus, der zu einem starken Wirtschaftswachstum in Schweden führte.

## Schriftsteller und Universitätsrektor
Wegen seines großen Engagements wurde er bereits 1862 zum Mitglied der Schwedischen Akademie gewählt, wo er bis zu seinem Tod den 17. Stuhl besetzte, auf den später unter anderem auch Hjalmar Hammarskjöld und Dag Hammarskjöld berufen wurden. Im selben Jahr nahm ihn auch die Königlich Schwedische Akademie der Wissenschaften als Mitglied auf. Schon ab 1859 war er Mitglied der Kungliga Vitterhets Historie och Antikvitets Akademien.
Nach seinem Ausscheiden aus der Politik war er von 1881 bis 1888 Kanzler der Universitäten von Uppsala und Lund.
Darüber hinaus war De Geer auch als Schriftsteller tätig, der mehrere Romane und Essays verfasste:
- Hjertklapp eingen pa Dalwik. Stockholm 1841
- Carl den Folstes page. Stockholm 1845.

Weit bedeutender waren jedoch seine politischen Biografien (Minnesteckning):
- Minnesteckning öfver Hans Järta. Stockholm 1874
- Minnesteckning öfver Anders Johan von Höpken. Stockholm 1881
- Minnesteckning öfver Baltzar Bogislaw von Platen. Stockholm 1886
- Minnen. Stockholm 1892 (Autobiografie).